# Страдбалли (Лиишь)

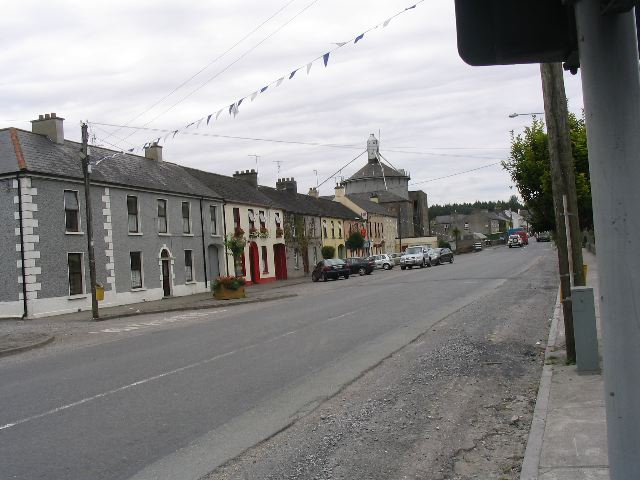

Страдбалли (англ. Stradbally; ирл. An Sráidbhaile, «город в одну улицу») — (переписной) посёлок в Ирландии, находится в графстве Лиишь (провинция Ленстер).
Поселение состоит из одной улицы с двумя площадями с разных её концов. Тем не менее, здесь предоставляется целый ряд услуг, обеспечивающий занятость, включая врачей, косметологов, парикмахеров, пабы, гаражи и небольшие магазины. В городе есть и две церкви — католическая церковь и протестантская.
На дороге Abbeyleix есть Русский православный храм, Храм в честь Св.Колмана Оговальского.
К местным уроженцам относится священник О’Хэнлон, автор многих житий ирландских святых.

## Демография
Население — 1056 человек (по переписи 2006 года). В 2002 году население составляло 1178.
Данные переписи 2006 года:
| Общие демографические показатели |               |                               |                               |      |      |
| Всё население                    | Всё население | Изменения населения 2002—2006 | Изменения населения 2002—2006 | 2006 | 2006 |
| 2002                             | 2006          | чел.                          | %                             | муж. | жен. |
| 1178                             | 1056          | −122                          | −10,4                         | 500  | 556  |

В нижеприводимых таблицах сумма всех ответов (столбец «сумма»), как правило, меньше общего населения населённого пункта (столбец «2006»).
| Религия (Тема 2 — 5 : Число людей по религиям, 2006) |             |                |             |            |       |      |
| Католики, чел.                                       | Католики, % | Другая религия | Без религии | не указано | сумма | 2006 |
| 981                                                  | 92,9        | 38             | 19          | 18         | 1056  | 1056 |

| Этно-расовый состав (Этничность. Тема 2 — 3 : Постоянное население по этническому или культурному происхождению, 2006) |            |              |       |        |        |            |       |       |
| Белые ирландцы | Лухт-шулта | Другие белые | Негры | Азиаты | Другие | Не указано | сумма | 2006  |
| 1011 | 1          | 18           | 1     | 0      | 2      | 20         | 1053  | 1056  |
| Доля от всех отвечавших на вопрос, %                                                                                   |            |              |       |        |        |            |       |       |
| 96,0 | 0,1        | 1,7          | 0,1   | 0,0    | 0,2    | 1,9        | 100   | 99,71 |

1 — доля отвечавших на вопрос о языке от всего населения.
| Владение ирландским языком (Тема 3 — 1 : Число людей от 3 лет и старше по способности говорить по-ирландски, 2006) |      |            |       |       |
| Владеете ли Вы ирландским языком?                                                                                  |      |            |       |       |
| Да | Нет  | Не указано | сумма | 2006  |
| 399 | 572  | 30         | 1001  | 1056  |
| Доля от всех отвечавших на вопрос о языке, %                                                                       |      |            |       |       |
| 39,9 | 57,1 | 3,0        | 100   | 94,81 |

1 — доля отвечавших на вопрос о языке от всего населения.
| Использование ирландского языка (Тема 3 — 2 : Говорящие по-ирландски от 3 лет и старше по частоте использования ирландского языка, 2006) |                                                            |                                               |                                               |                                               |                                               |                                               |       |                                     |      |
| Как часто и где Вы говорите по-ирландски?                                                                                                |                                                            |                                               |                                               |                                               |                                               |                                               |       |                                     |      |
| ежедневно, только в образовательных учреждениях                                                                                          | ежедневно, как в образовательных учреждениях, так и вне их | в других местах (вне образовательной системы) | в других местах (вне образовательной системы) | в других местах (вне образовательной системы) | в других местах (вне образовательной системы) | в других местах (вне образовательной системы) | сумма | всего, отвечавших на вопрос о языке | 2006 |
| ежедневно, только в образовательных учреждениях                                                                                          | ежедневно, как в образовательных учреждениях, так и вне их | ежедневно                                     | каждую неделю                                 | реже                                          | никогда                                       | не указано                                    | сумма | всего, отвечавших на вопрос о языке | 2006 |
| 117 | 2                                                          | 3                                             | 24                                            | 129                                           | 117                                           | 7                                             | 399   | 1001                                | 1056 |
| Доля от всех отвечавших на вопрос о языке, %                                                                                             |                                                            |                                               |                                               |                                               |                                               |                                               |       |                                     |      |
| 11,7 | 0,2                                                        | 0,3                                           | 2,4                                           | 12,9                                          | 11,7                                          | 0,7                                           | 39,9  | 100                                 |      |

| Типы частных жилищ (Тема 6 — 1(a) : Число частных домовладений по типу размещения, 2006) |          |         |                 |            |       |      |
| Отдельный дом                                                                            | Квартира | Комната | Переносные дома | не указано | сумма | 2006 |
| 352                                                                                      | 15       | 0       | 0               | 15         | 382   | 1056 |